# Moez Toumi
Pour les articles homonymes, voir Toumi (homonymie).
Moez Toumi (arabe : ﻣﻌﺰ ﺍﻟﺘﻮﻣﻲ) est un acteur, metteur en scène, animateur de télévision et de radio tunisien.

## Filmographie

### Cinéma
- 2008 :
  - Le Chant des mariées de Karin Albou
  - Le Projet (court métrage) de Mohamed Ali Nahdi
- 2010 : La Cité de Kim Nguyen : soldat ivre

### Télévision

#### Séries
- 2007 : Layali el bidh de Habib Mselmani : Nader
- 2008 : Bin Ethneya de Habib Mselmani : Tarek
- 2008-2012 : Maktoub de Sami Fehri : Maître Hicham
- 2010 : Min Ayyem Maliha d'Abdelkader Jerbi et Abdelkader Belhaj Nasser : Mustapha
- 2011 :
  - Njoum Ellil (saison 3) de Madih Belaïd, Saoussen Jemni et Mahdi Nasra
  - Maître Malek d'Ali Louati et Fraj Slama : Mnaouer
- 2012 :
  - Dar Louzir de Slaheddine Essid, Younes Ferhi et Samia Amami : Lakhdher
  - Pour les beaux yeux de Catherine de Hamadi Arafa et Rafika Boujday : Moncef
- 2015 : Naouret El Hawa de Riadh Smaâli, Nazli Feryal Kallal, Sana Bouazizi, Maroua Ben Jemaî et Madih Belaïd : Badis
- 2019 :
  - Machair (saison 1) de Muhammet Gök : un des employés de Taher Yahia
  - Kesmat Wkhayen de Sami Fehri, Karim Gharbi et Bassem Hamraoui : Salah

#### Émissions
- 2012-2013 : Al Sandouk sur Nessma : animateur
- 2014 : Dhawakna (épisode 12) sur Telvza TV
- 2015 :
  - Ettayara sur Attessia TV
  - Celebrity Duets sur Murr TV[2]

## Radio
- 2013 : Azouza Show sur Radio IFM : animateur
- 2014 : Kafichanta sur Radio IFM : animateur

## Théâtre
- 2004 : Mort digne, d'après Mort d'un commis voyageur d'Arthur Miller, adapté en dialecte tunisien par Mohamed Driss et mise en scène de Neil Fleckman
- 2005 : Al Moutachaâbitoun (Les Opportunistes) de Mohamed Driss
- 2007 :  Othello ou Étoile d'un jour de Mohamed Driss
- 2009 : Hobb Story, Sex in the (Arab) City de Lotfi Achour
- 2010 :
  - Désir de Chedly Arfaoui, adaptation de la pièce Un tramway nommé Désir de Tennessee Williams
  - Sauf résidents, un one-man-show de Riadh Nahdi, texte et mise en scène de Moez Toumi[3]
- 2012 : Farka Saboun (Lavage à sec), texte et mise en scène de Moez Toumi[4]
- 2018 : Farka Saboun : Talya thenya